# Waldsteinia fragarioides
Waldsteinia fragarioides là loài thực vật có hoa trong họ Hoa hồng. Loài này được (Michx.) Smedmark mô tả khoa học đầu tiên năm 2006.

## Hình ảnh

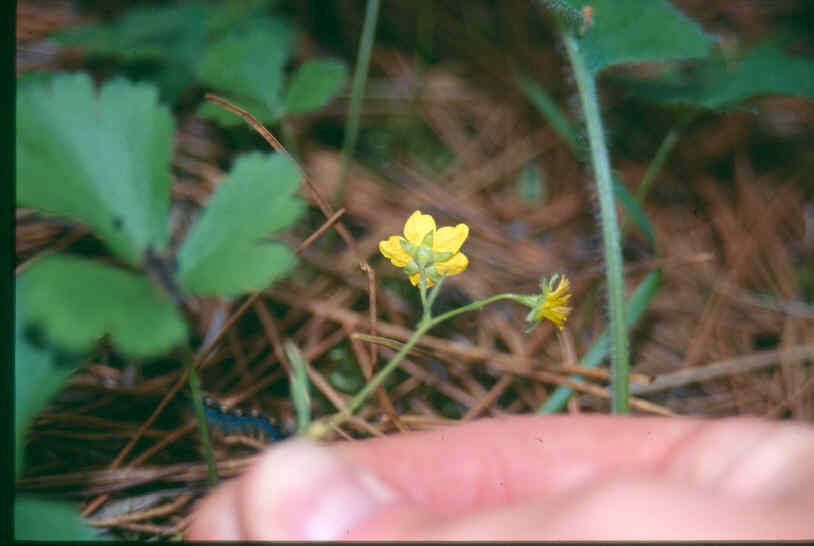
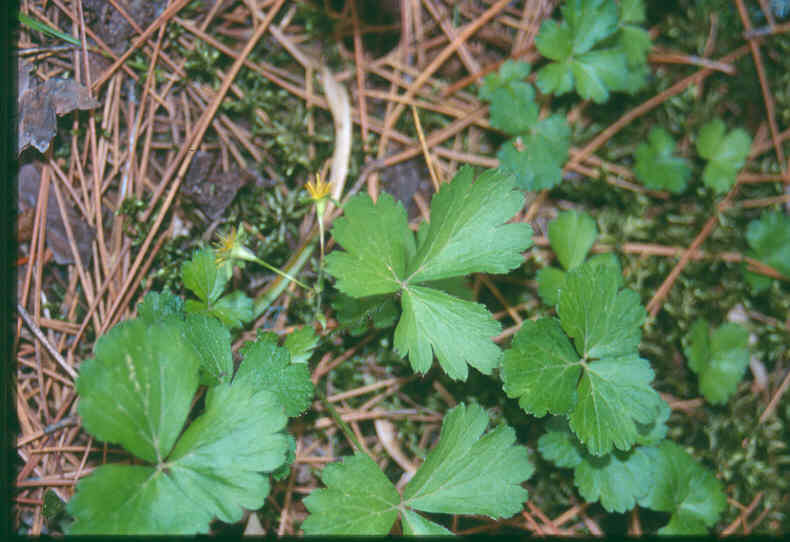
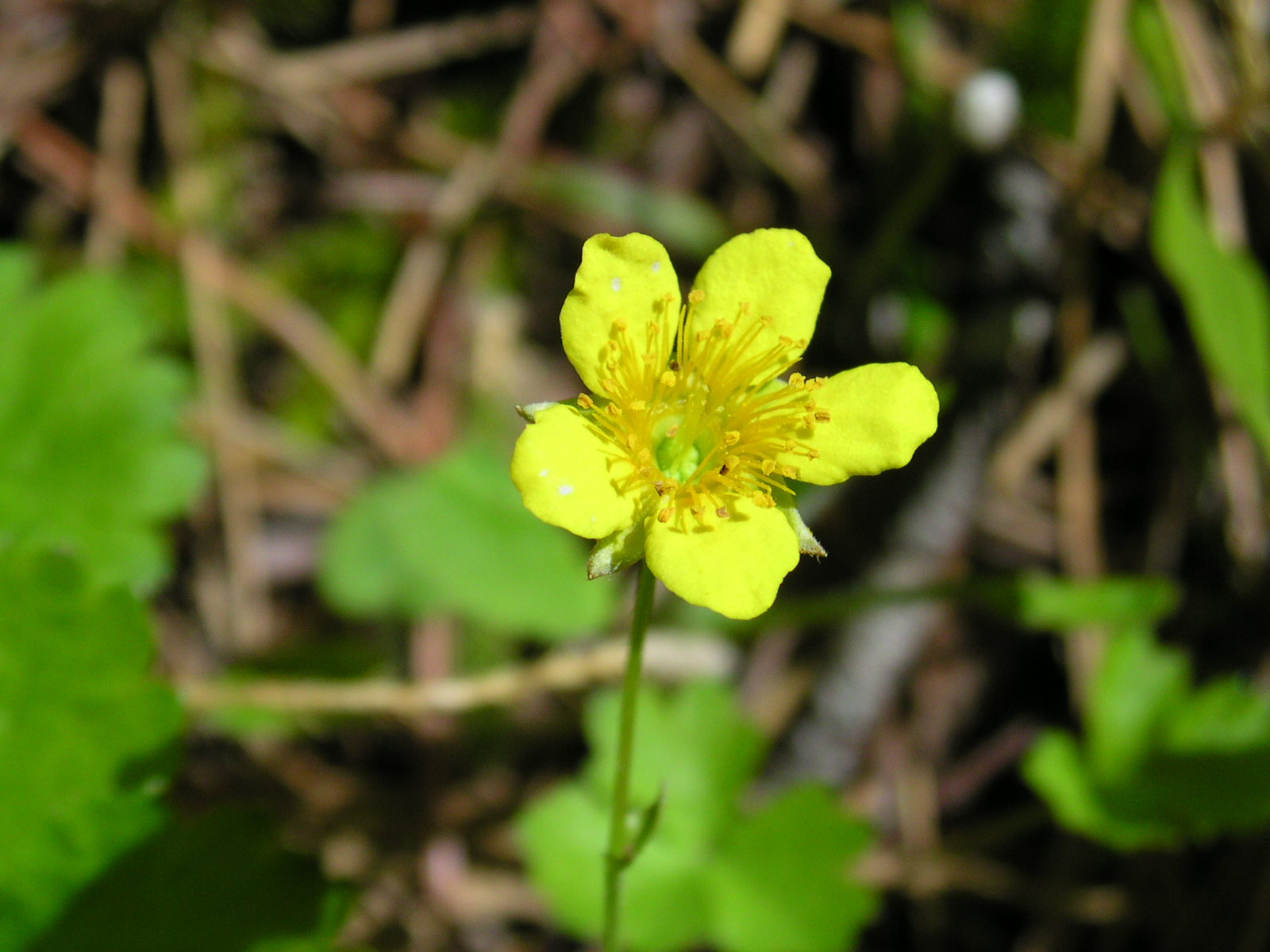
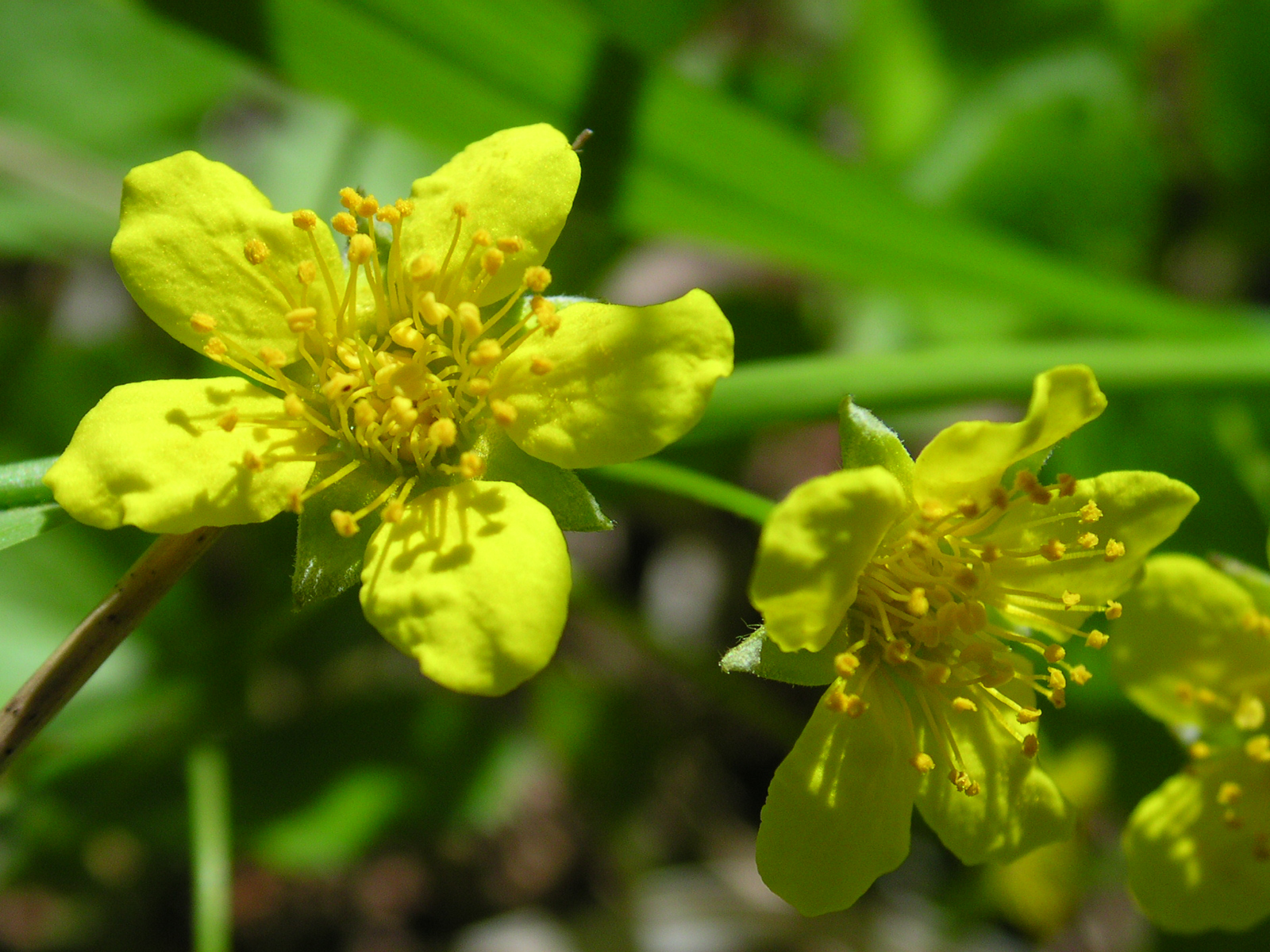